# Televizier (omroepblad)
Televizier is een wekelijks verschijnend Nederlands tijdschrift en televisiegids, verbonden aan de publieke omroep AVROTROS. Tot 2014 was het een omroepblad van de AVRO. Naast het programma-aanbod op televisie brengt Televizier reportages, interviews en achtergronden bij soaps, series, films en zogenaamde sterren.

## Geschiedenis
Televizier ontstond uit een fusie van weekblad Vizier en Weekblad TV. Vizier bracht veel artikelen die leken op weekblad Libelle. Van Weekblad TV zijn slechts 13 nummers verschenen. Op 8 oktober 1960 verscheen het eerste nummer van TeleVizier, met Mies Bouwman op de omslag. Het blad bevatte een uitneembare programmagids. H.A. Benda was de eerste hoofdredacteur. 
In 1967 (nr. 19) werd Televizier een uitgave van de AVRO, dat er hierdoor een heleboel leden bij kreeg. Omdat het aantal leden bepalend is voor de hoeveelheid zendtijd, waren de overige omroepen daar niet blij mee, omdat zij daardoor zendtijd kwijt raakten. In eerste instantie werd ook de gehele AVRO-bode, oorspronkelijk het omroepblad van de AVRO, in de Televizier opgenomen. De middenpagina's in beide bladen waren hetzelfde en hadden dan ook een dubbele paginanummering. De zwarte paginanummering betrof de Televizier, de witte nummers in een zwart hokje de AVRO-bode. De voorplaat van de AVRO-bode werd ook in de Televizier afgebeeld, maar was daar onderdeel van de rubriek Vrije Nieuwsgaring. De AVRO-bode (nu Avrobode) bestond daarnaast als apart blad. Er waren in die tijd twee verschillende edities van Televizier: oost en west.
In januari 2009 werd het weekblad vernieuwd en sindsdien bevat het de programmagegevens van 84 tv-zenders (in december 2009 uitgebreid tot 87). Het kreeg daarnaast een zelfstandige redactietak in de vorm van de website Televizier.nl. De redactie van Televizier.nl brengt dagelijks nieuws over programma's, houdt een database bij over de populairste tv-programma's in Nederland ('Populaire Programma's') en biedt plaats aan basisinformatie over het blad. Via Televizier TV worden op de website korte interviews met tv-persoonlijkheden geplaatst. 
Ieder jaar wordt het beste Nederlandse televisieprogramma bekroond met de Gouden Televizier-Ring. Het omroepblad organiseert de verkiezing, het Nederlandse publiek kiest de winnaar, de AVROTROS (voorheen de AVRO) zendt het gala uit op tv. Via de website kan worden gestemd. Naast de Gouden Televizier-Ring zijn er ook prijzen voor tv-man en tv-vrouw van het jaar (ze worden beloond met een Zilveren Televizier-Ster) en het beste jeugdprogramma (de Gouden Stuiver). Sinds 2008 wordt ook de Televizier Talent Award uitgereikt voor aanstormend tv-talent.

## Oplagecijfers
Totaal betaalde gerichte oplage volgens HOI, Instituut voor Media Auditing, voor 2016 NOM.
- 1983: 422.002
- 1990: 301.397
- 2000: 262.327
- 2004: 233.318[2]
- 2006: 183.806[3]
- 2007: 171.967[4]
- 2011: 138.943[5]
- 2012: 127.670[6]
- 2013: 114.601
- 2016: 92.481
- 2017: 88.747
- 2018: 80.336
- 2019: 72.725
- 2020: 66.898
- 2022: 56.623

Avrobode ·
Family7 Magazine ·
KRO Magazine · 
MAX Magazine · 
Mikro Gids · 
NCRV-gids · 
Televizier · 
Totaal TV · 
TrosKompas · 
TV Krant · 
TVFilm · 
VARAgids · 
Veronica Superguide · 
Visie · 
VPRO Gids